# Bojary (Biłgoraj)

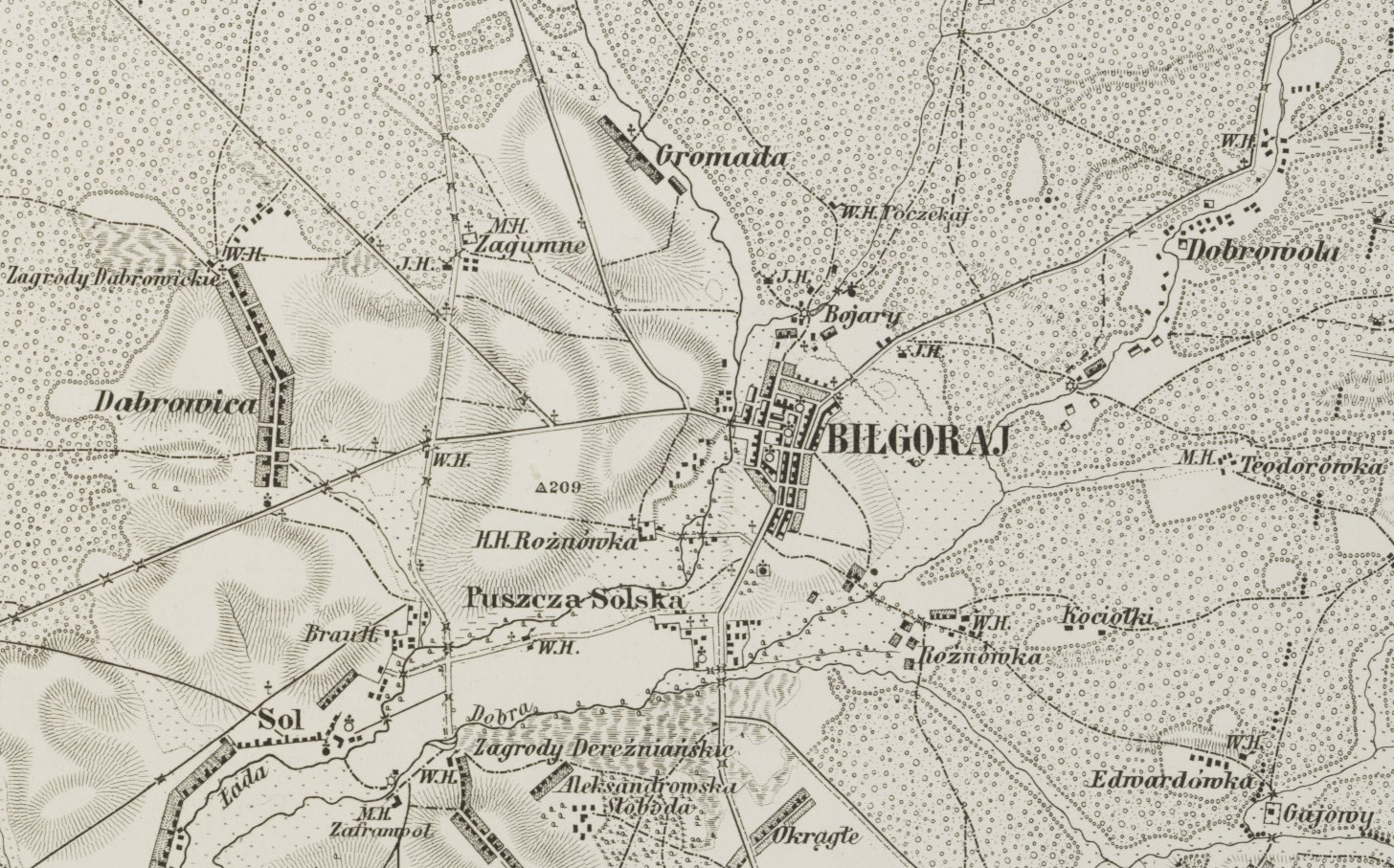
Biłgoraj na austriackiej mapie topograficznej z XIX w. Bojary oznaczone jako miejscowość po północnej stronie miasta.

Bojary – dawna wieś, a obecnie jedno z 12 osiedli (jednostek pomocniczych gminy) oraz część miasta Biłgoraja.

## Dane ogólne
Bojary zlokalizowane są w północnej części miasta. Sąsiadują z osiedlami Śródmieście, Roztocze i Rapy (od strony południowej) oraz z osiedlem Bagienna (od strony zachodniej).
Głównym ciągiem komunikacyjnym osiedla jest ul. Stanisława Moniuszki, przebiegająca południkowo i łącząca centrum Biłgoraja z leżącą na północ od niego wsią Gromada. Zabudowa mieszkalna ma w większej części charakter jednorodzinny; poza tym w osiedlu znajduje się tylko kilka niedużych bloków. Budownictwo koncentruje się wzdłuż wymienionej wyżej ulicy oraz przy kilku jej bocznych odnogach.
Dużą część osiedla w jego granicach administracyjnych zajmują tereny leśne, stanowiące część Puszczy Solskiej. Zarządza nimi Leśnictwo Bojary, w strukturze organizacyjnej Lasów Państwowych podległe Nadleśnictwu Biłgoraj.
Przez osiedle przepływają cieki wodne – Biała Łada i Osa. Ta druga zasila sportowo-rekreacyjny zalew o powierzchni 7,8 ha, zlokalizowany na skraju lasu, administrowany przez miejski Ośrodek Sportu i Rekreacji. 
Przez osiedle przebiegają dwie linie kolejowe, przy których znajduje się stacja.
Organem uchwałodawczym osiedla jako jednostki pomocniczej gminy miejskiej Biłgoraj jest Rada Osiedla. Organ wykonawczy to Zarząd Osiedla.

## Informacje historyczne
Dawniej Bojary stanowiły oddzielną miejscowość –- była to wieś, założona w XVIII w. po osuszeniu podmokłych terenów nad Białą Ładą po północnej stronie Biłgoraja. Przez Bojary przebiegała droga, łącząca Biłgoraj z Radzięcinem. W dokumentach z lat 1787, 1797, 1870 i 1923 wieś była wymieniana jako miejscowość leżąca na terenie biłgorajskiej parafii Wniebowzięcia NMP. W XIX w. w Bojarach, podobnie jak w samym Biłgoraju, rozwijało się rzemiosło sitarskie.
2 września 1863 r. na skraju Bojarów odbyła się bitwa pod Biłgorajem, będąca jedną z potyczek powstania styczniowego.
W czasach II Rzeczypospolitej (1918-1939) Bojary zostały przyłączone do miasta Biłgoraj; działał wówczas na Bojarach młyn wodny. Wtedy też mieszkali tu m.in. rodzice Harveya Keitela. Ojciec aktora był miejscowym handlarzem drewna.
W latach 70. XX w. wybudowano linię kolejową Zwierzyniec-Stalowa Wola, a niedługo później szerokotorową Linię Hutniczo-Siarkową. Równoległe tory obu tras przebiegają przez Bojary; zbudowano tu wówczas dworzec kolejowy. W 1978 r. oddano do użytku rekreacyjno-sportowy zalew, służący do wypoczynku dla mieszkańców miasta.
Bojary jako obecną jednostkę podziału administracyjnego miasta w sensie formalnym powołano do życia Uchwałą Rady Miasta w Biłgoraju z dnia 25 sierpnia 2004 r.